# Anarchias
Anarchias – rodzaj ryb węgorzokształtnych z podrodziny Uropterygiinae w obrębie rodziny murenowatych (Muraenidae).

## Rozmieszczenie geograficzne
Wody oceaniczne w strefie tropikalnej i subtropikalnej Indo-Pacyfiku i Oceanu Atlantyckiego.

## Morfologia
Długość ciała do 29,3 cm.

## Systematyka
Rodzaj zdefiniowała w 1906 roku para amerykańskich ichtiologów, David Starr Jordan i Edwin Chapin Starks, jako rodzaj małych muren, u których nie występuje płetwa odbytowa; opis ukazał się w artykule poświęconym rybom Samoa opublikowanym w czasopiśmie Bulletin of the Bureau of Fisheries. Gatunkiem typowym jest (oryginalne oznaczenie) A. allardicei.

### Etymologia
Anarchias: gr. przedrostek negatywny αν- an- ‘bez’; αρχoς arkhos ‘odbyt’.

### Klasyfikacja
Gatunki zaliczane do tego rodzaju:
- Anarchias allardicei Jordan & Starks, 1906
- Anarchias cantonensis (Schultz, 1943)
- Anarchias exulatus Reece, Smith & Holm, 2010
- Anarchias galapagensis (Seale, 1940)
- Anarchias leucurus (Snyder, 1904)
- Anarchias longicauda (Peters, 1877)
- Anarchias schultzi Reece, Smith & Holm, 2010
- Anarchias seychellensis Smith, 1962
- Anarchias similis (Lea, 1913)
- Anarchias supremus McCosker & Stewart, 2006